# 26593 Perrypat
26593 Perrypat è un asteroide della fascia principale. Scoperto nel 2000, presenta un'orbita caratterizzata da un semiasse maggiore pari a 3,0606018 UA e da un'eccentricità di 0,0910685, inclinata di 9,24039° rispetto all'eclittica.